# Sodji Vrh
Sódnji Vŕh je razložena vas z gručastim jedrom v Občini Semič.